# Manuel Murillo Toro
Manuel Murillo Toro, né le 1er janvier 1816 à Chaparral (Tolima) et mort le 28 décembre 1880 à Bogota, est un écrivain et homme d'État colombien. Membre du parti libéral, il est président des États-Unis de Colombie (actuels États de Colombie et du Panamá entre 1863 et 1886) à deux reprises, de 1864 à 1866 et de 1872 à 1874.

## Carrière politique
Diplôme en droit de l'Université de Bogotá, il s'engage en politique auprès du Parti libéral. Candidat malheureux à la vice-présidence de la République en 1852, il est le candidat officiel des libéraux lors de l'élection présidentielle de 1861, durant laquelle il est battu par le conservateur Julio Arboleda Pombo.

## Premier mandat
Murillo se présenta aux élections générales de 1864 pour représenter le parti libéral. Le Parti conservateur s'abstint de participer à cette élection. Murillo, qui est le candidat officiel des libéraux, avait deux autres adversaires libéraux : Tomás Cipriano de Mosquera pour la faction des modérés, et Santos Gutiérrez pour la faction des radicaux. Murillo remporta l'élection et fut élu président pour le mandat présidentiel de 1864 à 1866. Sous son administration, connue pour son esprit de conciliation, les premières lignes télégraphiques furent établies. 
Après la fin de son mandat présidentiel, il fut élu au Sénat fédéral. Pour son opposition à certaines mesures arbitraires du président Mosquera, il fut arrêté avec d'autres, sur ordre de Mosquera, lorsque le congrès fut dissous en mars 1867. Après la destitution de Mosquera, le 25 mai 1867, Murillo fut membre de la législature de Cundinamarca, puis pendant une courte période, ministre aux États-Unis et juge à la Cour suprême. Dans tous ces postes, il se distingua par son adhésion constante aux doctrines qu'il avait proclamées en tant que journaliste et législateur. 

## Second mandat

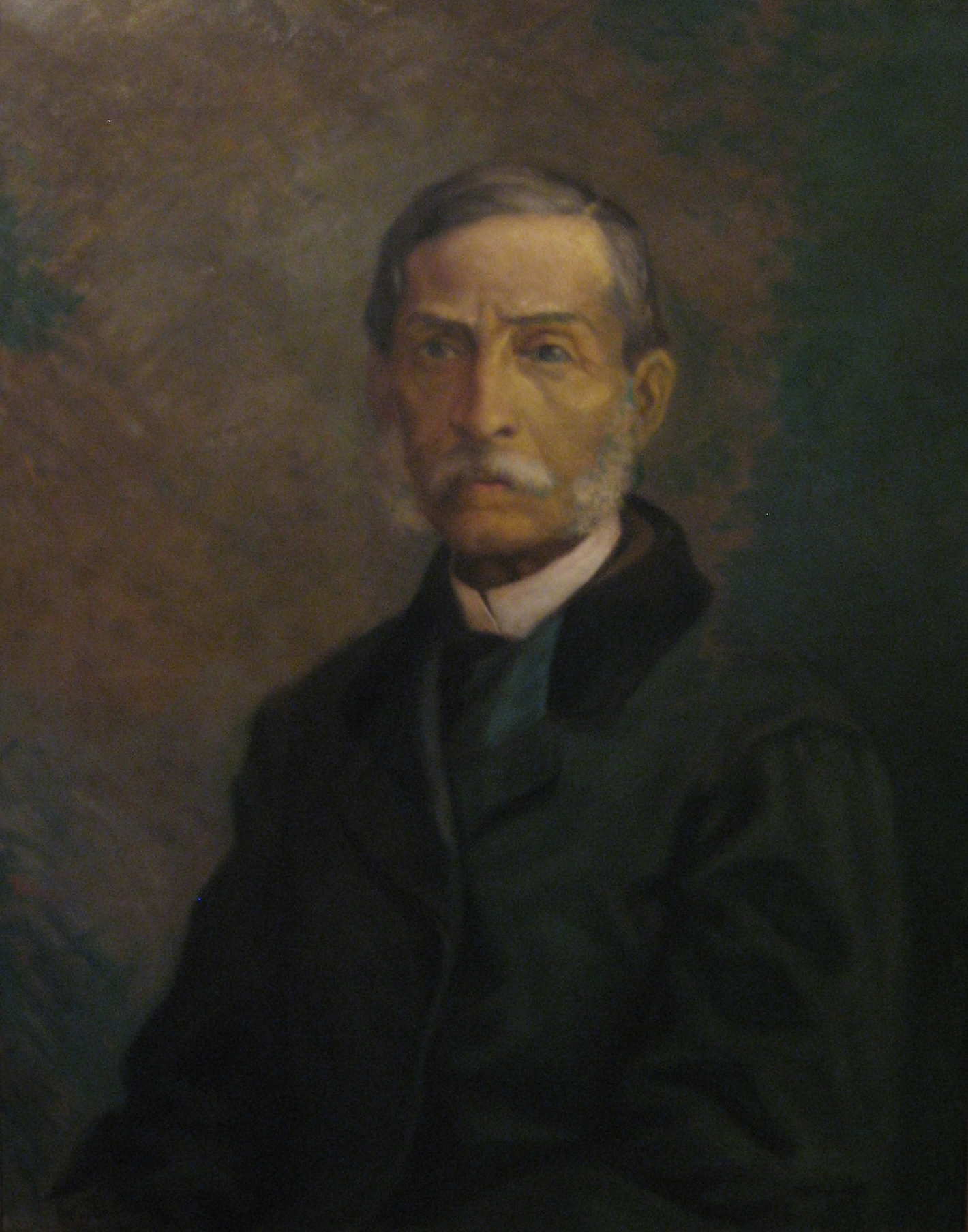
Portrait du président Murillo Toro.

Murillo se présenta une seconde fois à l'élection de 1872, représentant à nouveau le Parti libéral. Il avait deux autres adversaires : Manuel Mallarino pour le Parti conservateur et Julián Trujillo Largacha pour les modérés. Murillo remporta l'élection et fut élu président pour le mandat présidentiel de 1872 à 1874. En remportant cette élection, il devint le premier civil à être élu président de la Colombie pour la seconde fois. 
Sous son second mandat, il a parrainé, soutenu et promulgué des lois visant à inscrire dans la loi les droits à la liberté de religion, à la liberté de réunion et à la liberté de la presse. Il a également créé l'Institut national de presse et de télégraphie et l'Institut national de cartographie. 
Son successeur à la présidence, Santiago Pérez de Manosalbas, bien qu'appartenant au parti opposé, l'envoya comme envoyé extraordinaire et ministre plénipotentiaire au Venezuela pour régler la question des frontières en suspens selon la proposition de Guzman Blanco. Comme Murillo contesta avec beaucoup de compétence tous les points soulevés par le commissaire vénézuélien, aucun traité ne put être conclu. Il fut de nouveau élu sénateur en 1878 et occupa son siège lors de la session suivante du congrès, mais la maladie l'empêcha d'y assister en 1880 et il mourut la même année. 